# A Million Bid
A Million Bid is een Amerikaanse dramafilm uit 1927 onder regie van Michael Curtiz. In Nederland werd de film destijds uitgebracht onder de titel Een man zonder geheugen.

## Verhaal
Dorothy Gordon is een verstandshuwelijk aangegaan. Haar lot is verbonden met een onderschepte brief. Ze leeft gescheiden van de chirurg Robert Brent, haar ware liefde.

## Rolverdeling
| Acteur           | Personage        |
| ---------------- | ---------------- |
| Dolores Costello | Dorothy Gordon   |
| Warner Oland     | Geoffrey Marsh   |
| Malcolm McGregor | Dr. Robert Brent |
| Betty Blythe     | Mevrouw Gordon   |
| William Demarest | George Lamont    |
| Douglas Gerrard  | Lord Bobby Vane  |
| Grace Gordon     | Dienstmeid       |